# Culture de l'Ordos
Pour les articles homonymes, voir Ordos.
Pour l’article homonyme, voir Culture de l'Ordos (Préhistoire).

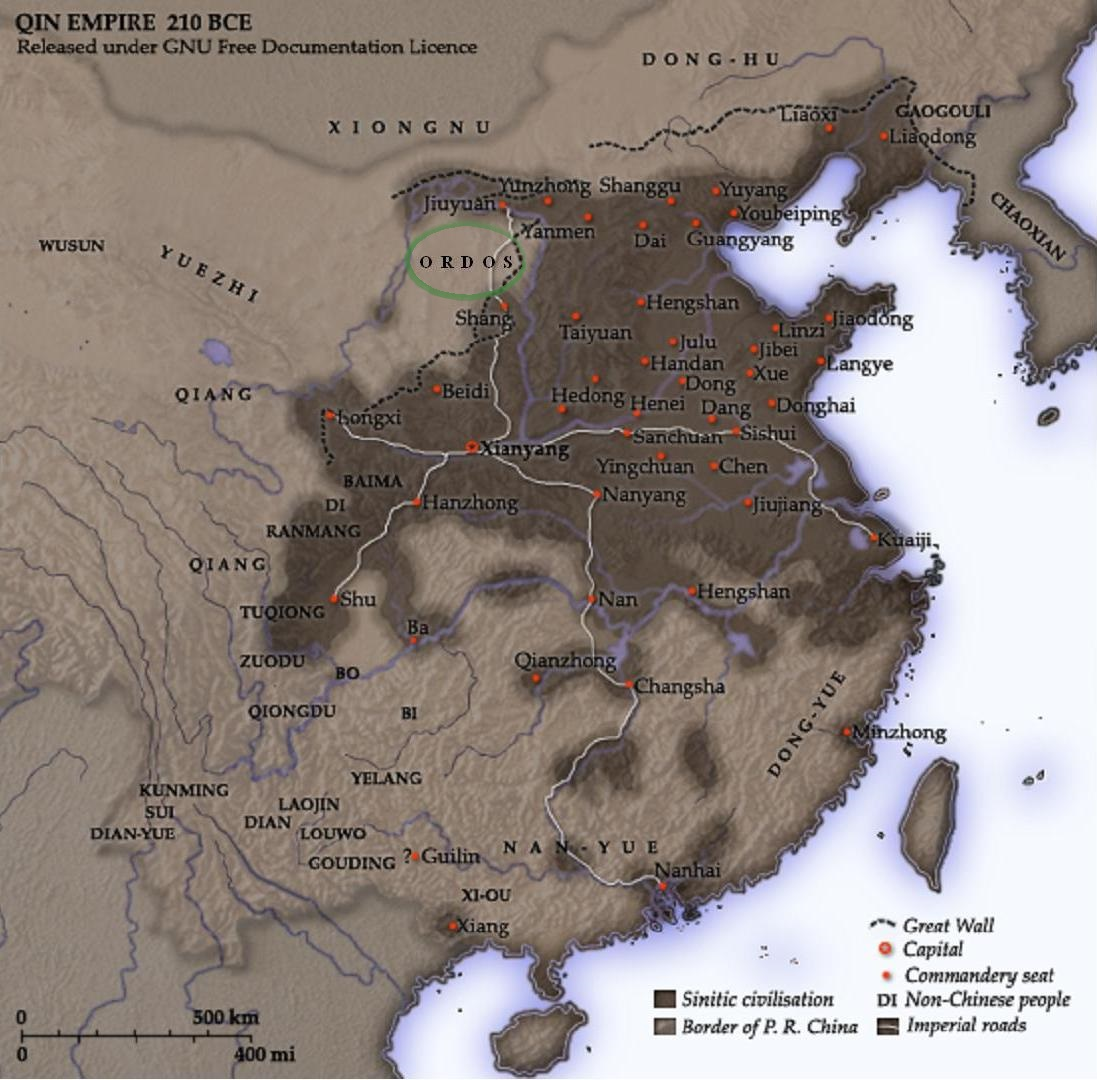
Localisation de la culture de l'Ordos en Chine à l'époque Qin,

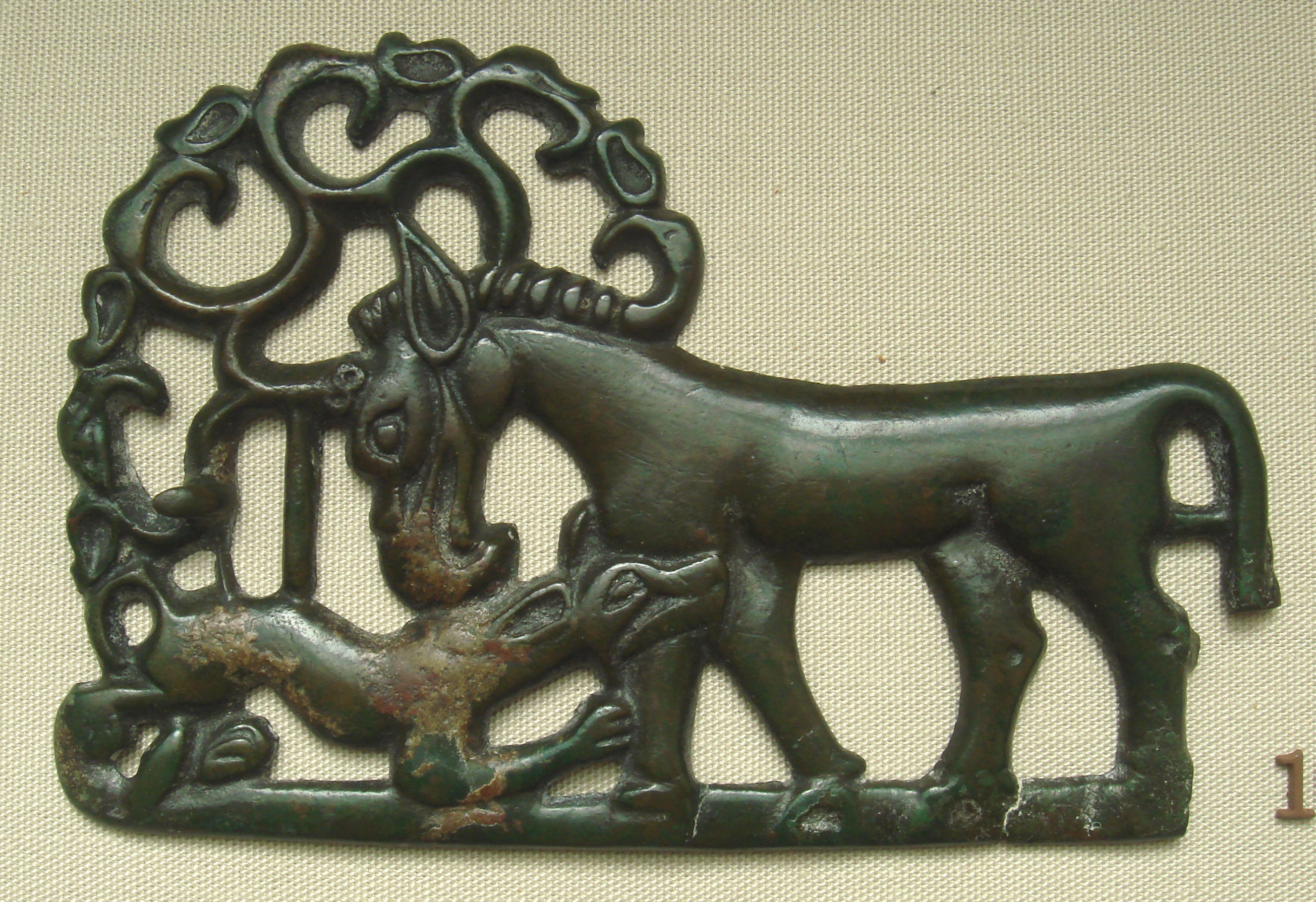
Cheval attaqué par un prédateur, IVe siècle~, British Museum.

La culture de l'Ordos est une culture antique localisée dans la grande boucle du fleuve Jaune, sur le plateau d'Ordos, en Mongolie-Intérieure, en Chine. Elle s'étend du VIe au IIe siècle av. J.-C.. La culture de l'Ordos semble être la plus orientale des manifestations connues de la culture scythe. Les Scythes étaient un vaste ensemble de peuples cavaliers nomades iranophones essentiellement europoïdes qui occupaient une grande partie de l'Eurasie centrale dans l'Antiquité. L'art animalier qui caractérise la culture de l'Ordos relève de l'art animalier scythe qui était alors répandu à l'Ouest dans toute la steppe eurasienne du sud de la Sibérie jusqu'en Europe.

## Problèmes d’attribution
L’appellation « bronzes de l'Ordos », inventée par E. H. Minns en 1930, désigne tout un ensemble d'artefacts de style animalier scythique issus pour une grande part de pillages de tombes du nord de la Chine du début du XXe siècle, et arrivés en Occident par le biais du trafic d'antiquité, et de nos jours cela reste une appellation commerciale dans les ventes spécialisées d'objets d'art. Ces objets sont assez hétéroclites et semblent provenir d'époques variées et de lieux différents, le contexte « archéologique » est le plus souvent inconnu et la datation actuelle est approximative à quelques siècles près, essentiellement fondée sur le style et les techniques des objets. Ces objets ne proviennent probablement pas tous de l'Ordos, certains pourraient provenir de Sibérie, de la Touva, du bassin de Minoussinsk (culture de Tagar), et des confins sino-mongols occidentaux, et donc de régions plus occidentales bien connues pour avoir été peuplées de Scythes.

## Ordos de Chine
Cependant des tombes (kourganes) du nord de la Chine et de l'Ordos ont livré archéologiquement des plaques animalières de style scythique, dont des exemples plus tardifs d'un style dérivé attribué aux « Xiongnu », montrant qu'une partie des « bronzes de l'Ordos » peuvent bien être attribués à la région de l'Ordos et pour certains d'entre eux aux Xiongnu, ces derniers auraient alors reçu une importante influence culturelle scythique d'une période antérieure. Les Xiongnu sont généralement considérés comme majoritairement mongoloïdes contrairement aux peuples scythiques, bien que les sources chinoises mentionnent la présence parmi eux d'individus à la moustache claire et aux yeux bleus.
Une partie importante des bronzes de l'Ordos datent cependant de périodes bien antérieures à l'émergence historique des Xiongnu dans le nord de la Chine au IIIe siècle av. J.-C., pour des raisons d'affiliation stylistique purement scythique et plus ancienne, et ne peuvent en aucun cas être attribués aux Xiongnu. Il se pourrait, selon une hypothèse de E. Bumker, que ces objets soient en fait des créations des « Yuezhi », peuple nomade europoïde bien décrit dans les sources chinoises, qui auraient vécu notamment dans le Gansu, mais qui n'ont pas encore pu être trouvés et localisés archéologiquement. L'identité des Yuezhi pose problème ; selon les opinions des auteurs ces Yuezhi pourraient être soit un peuple scythique d'une branche très orientale ou soit des « Tokhariens » culturellement influencés par leurs voisins occidentaux scythes. I. Lebedynsky prend position pour l'identité scythique des Yuezhi. Selon une hypothèse défendue par J. P. Barbier, de nombreux éléments de culture scythique auraient été transmis aux Xiongnu par les Yuezhi, en même temps que les techniques d'armement et d'équitation montée issues des Scythes.
Les archéologues chinois quant à eux associent ces objets aux « Hu », mentionnés dans les sources chinoises de la période des Royaumes combattants. Les « Hu » désignaient fort imprécisément les barbares nomades aux frontières de la Chine, antérieurement à l'apparition des Xiongnu, tandis que les objets les plus tardifs sont attribués aux Xiongnu. Aucune théorie ne fait consensus en l'état actuel des connaissances.

## Galerie

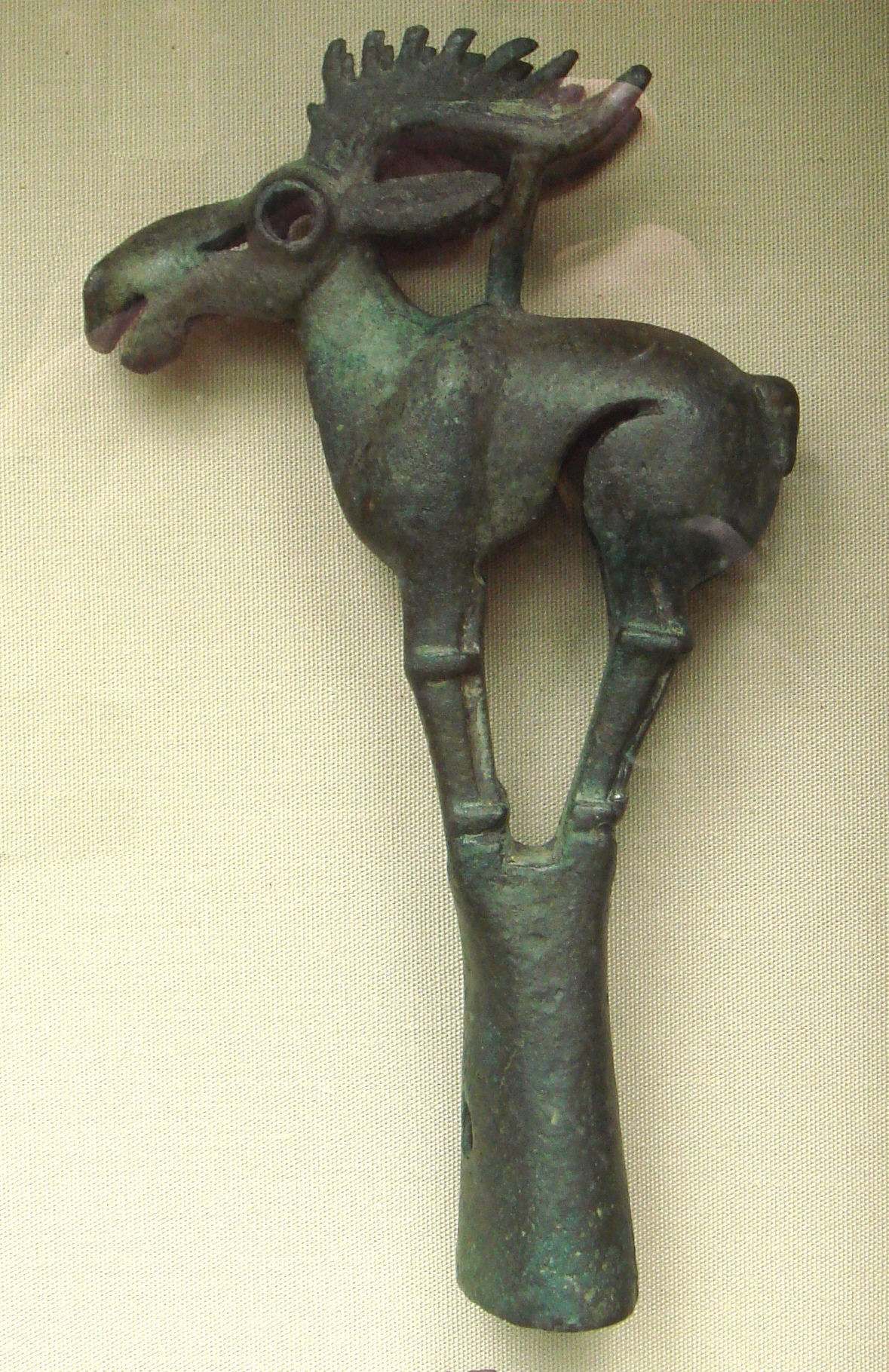
Sommet de hampe en forme d'élan, bronze, VIe~Ve siècle av. J.-C., British Museum.
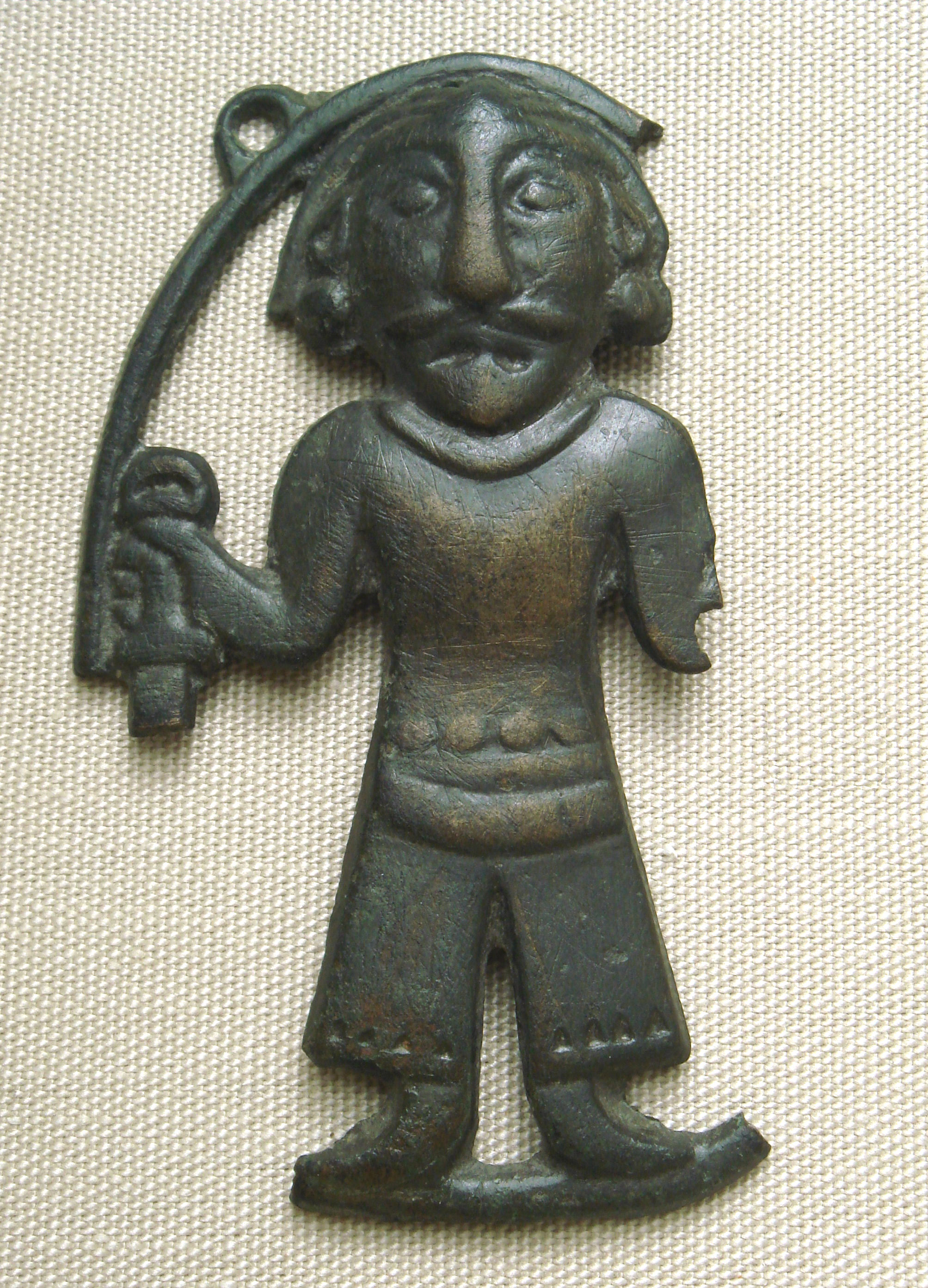
Figure anthropomorphe en bronze, IIIe~Ier siècle av. J.-C., British Museum.
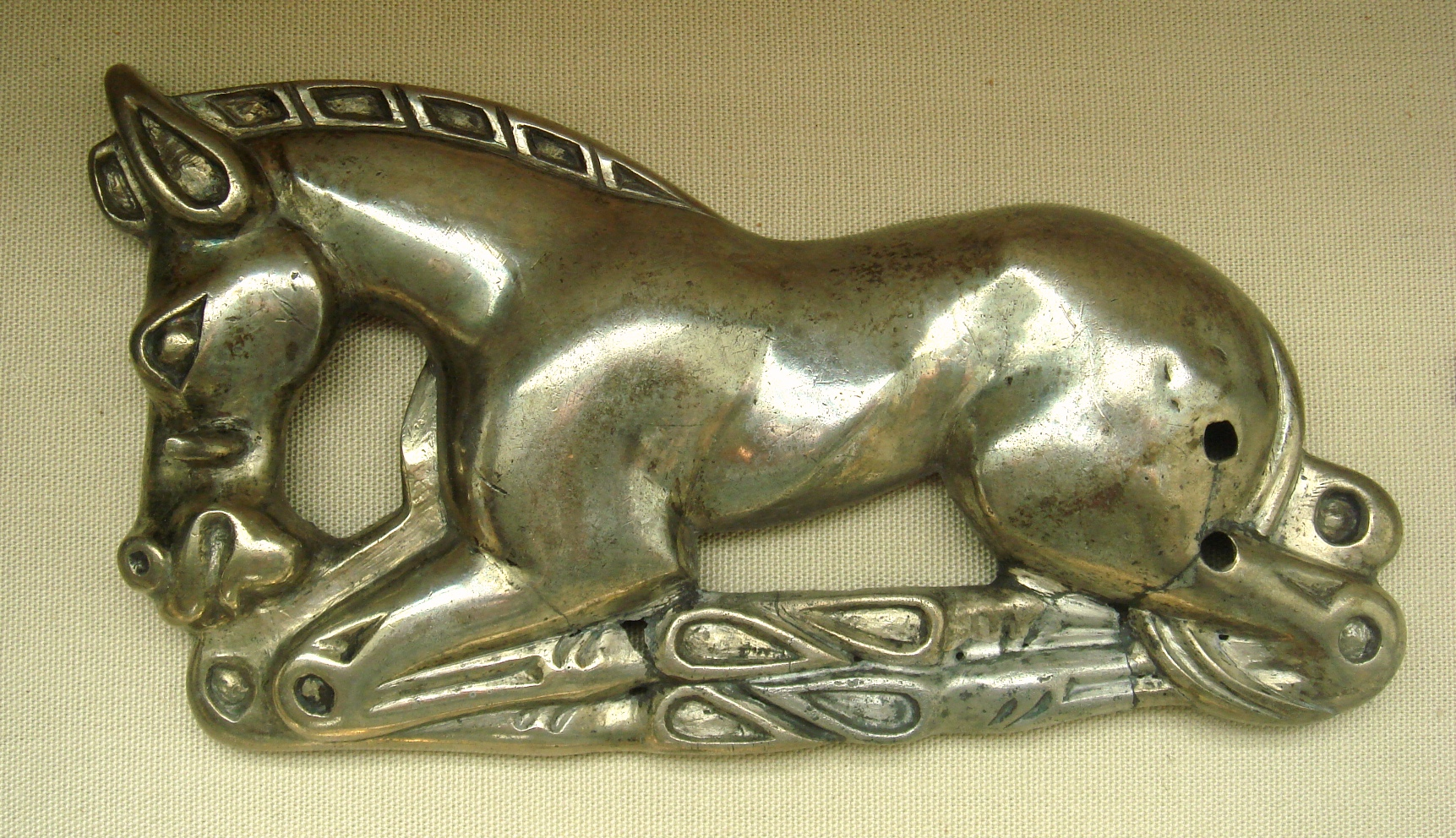
Cheval en argent, IVe~Ier siècle av. J.-C., British Museum.
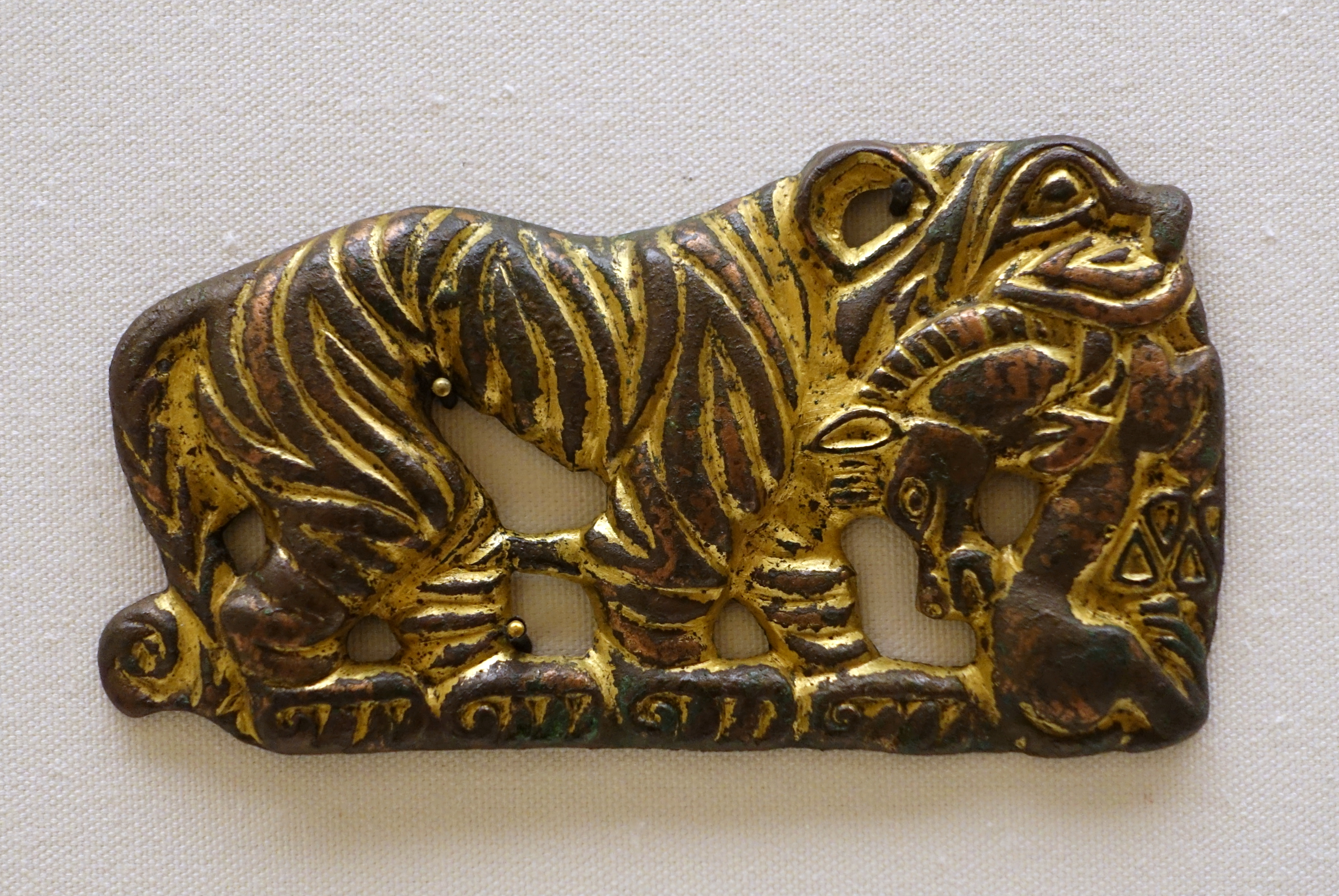
Tigre avec un poulain, bronze doré, Ve~IVe siècle av. J.-C., Musée ethnologique de Berlin.
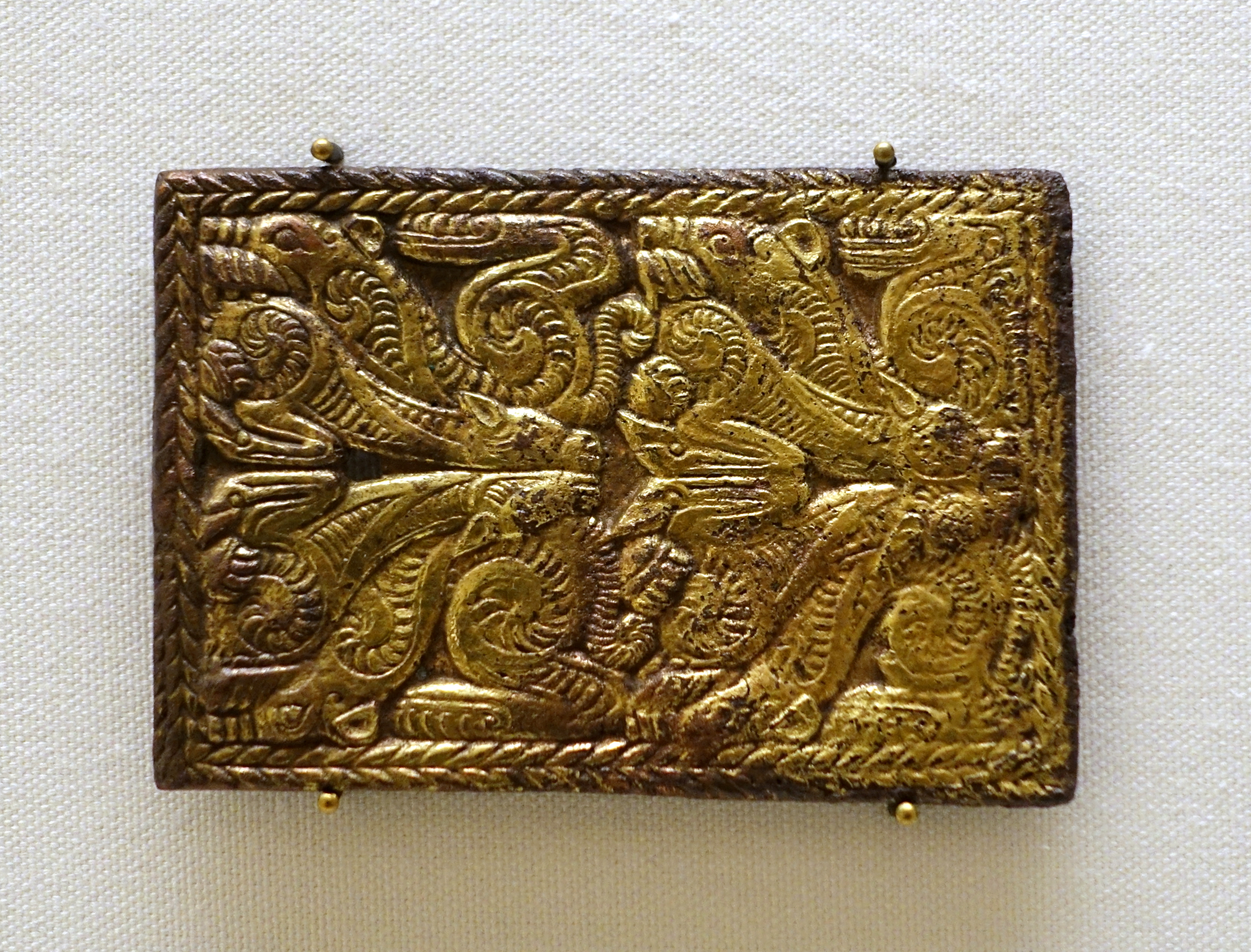
Bronze doré représentant un enchevêtrement d'animaux, IVe~IIIe siècle av. J.-C., Musée ethnologique de Berlin.
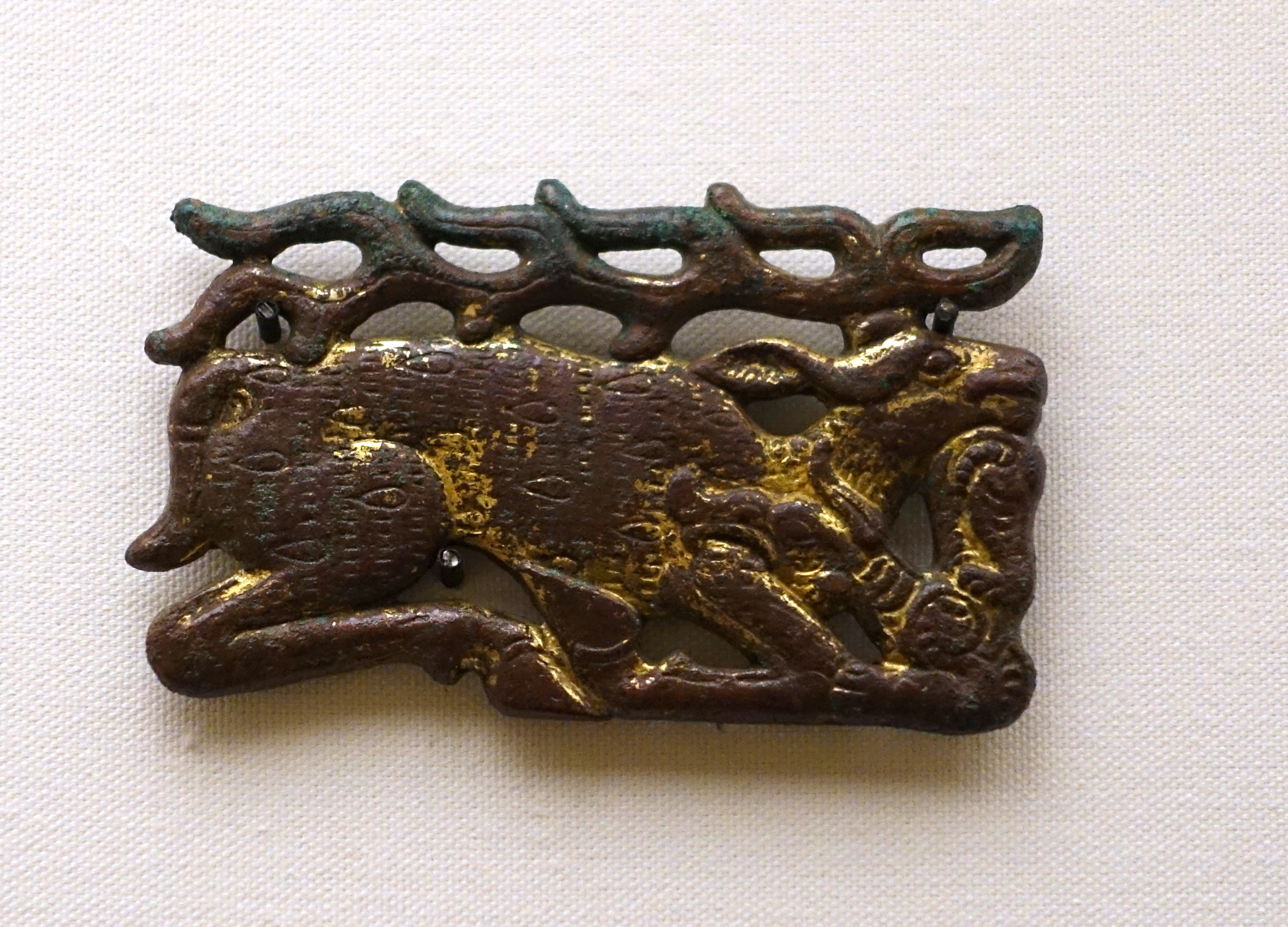
Cerf en bronze doré, la forme et le style sont typiquement scythes, IVe~IIIe siècle av. J.-C., Musée ethnologique de Berlin.
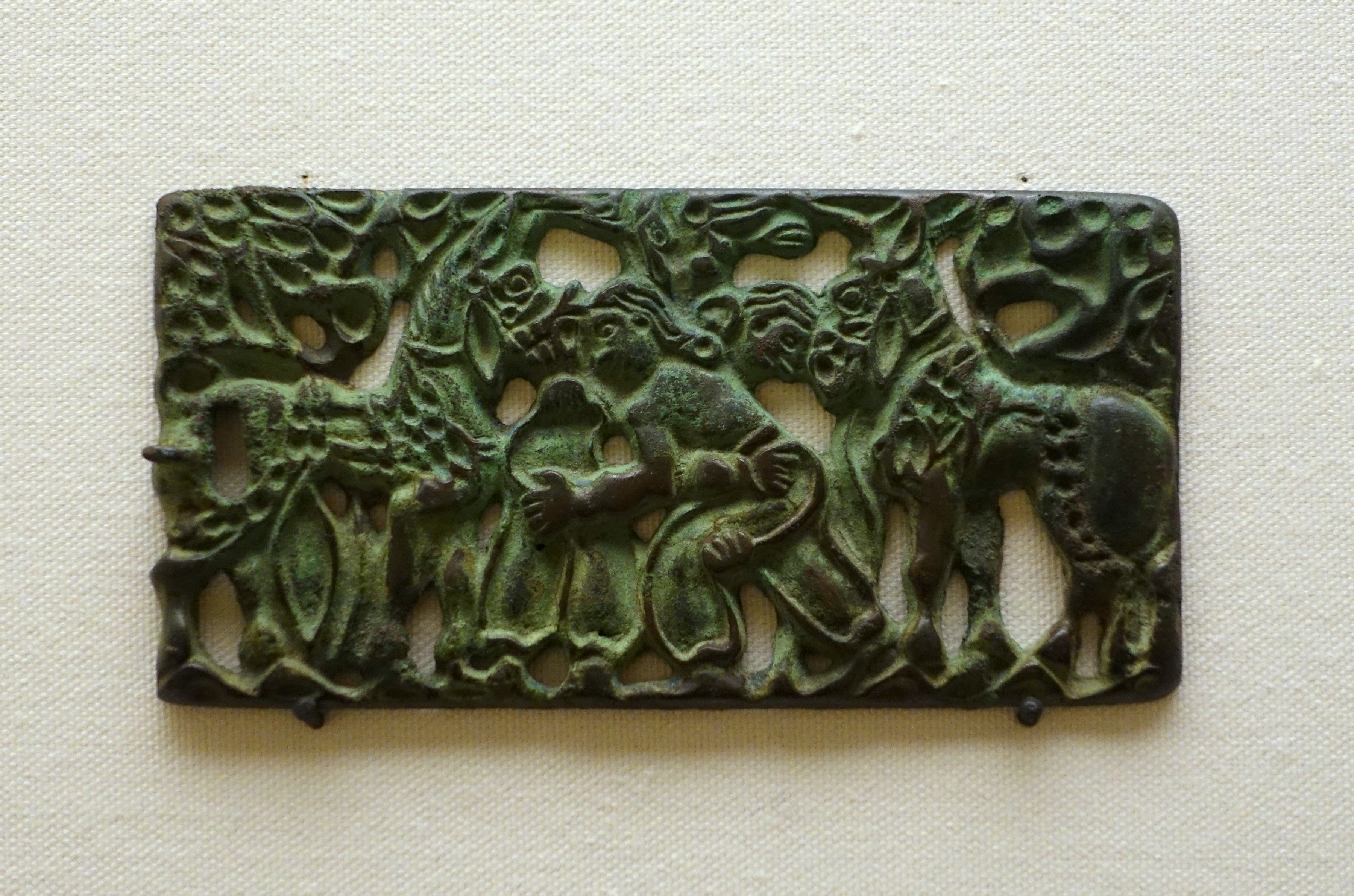
Plaque de bronze représentant des hommes avec leurs chevaux, IIe siècle av. J.-C., Musée ethnologique de Berlin.
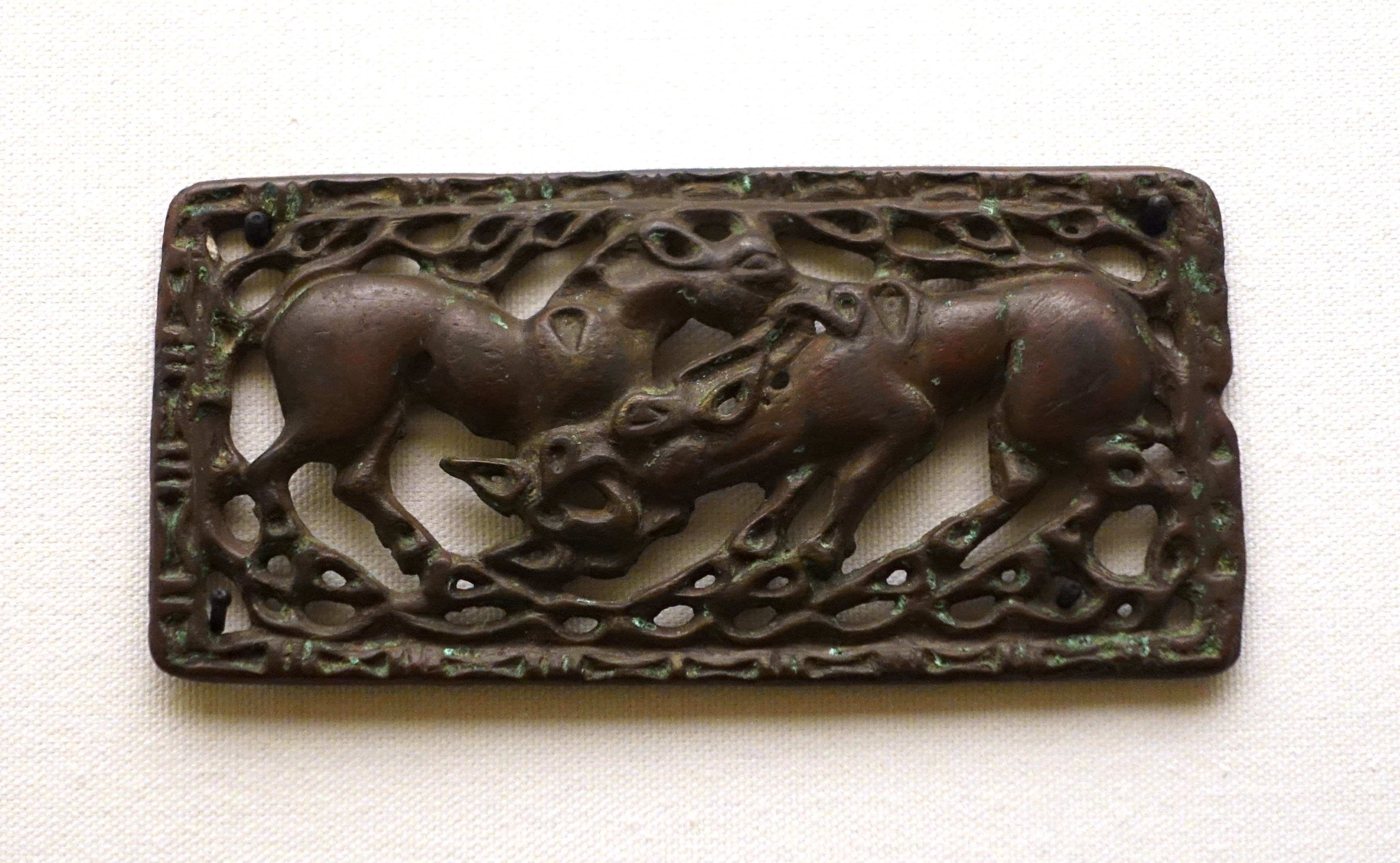
Combat de chevaux, bronze, IIe siècle av. J.-C., Musée ethnologique de Berlin.